# Iowa Hawkeyes
Iowa Hawkeyes (español: Ojos de Halcón de Iowa) es el equipo deportivo de la Universidad de Iowa, situada en Iowa City, Iowa. Los equipos de los Hawkeyes participan en las competiciones universitarias organizadas por la NCAA, y forman parte de la Big Ten Conference.

## Apodo
El origen del apodo Hawkeyes proviene de principios del siglo XVIII, y es que el apodo lo tomó prestado la universidad del estado en que se encuentra, Iowa (también conocido como Hawkeye State). Es un homenaje que le hicieron al viejo jefe indio Black Hawk.

## Deportes masculinos

### Fútbol americano

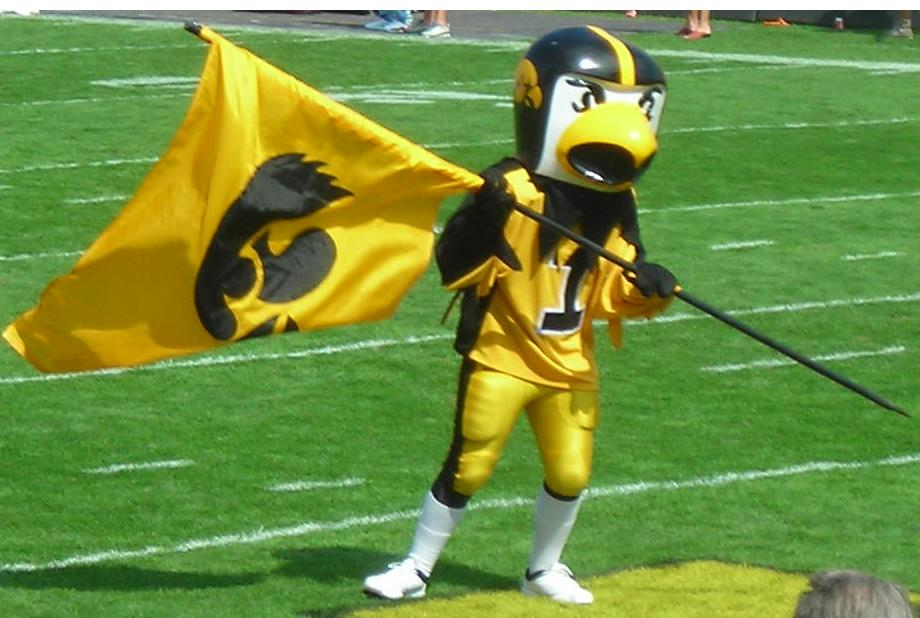
Herky, la mascota.

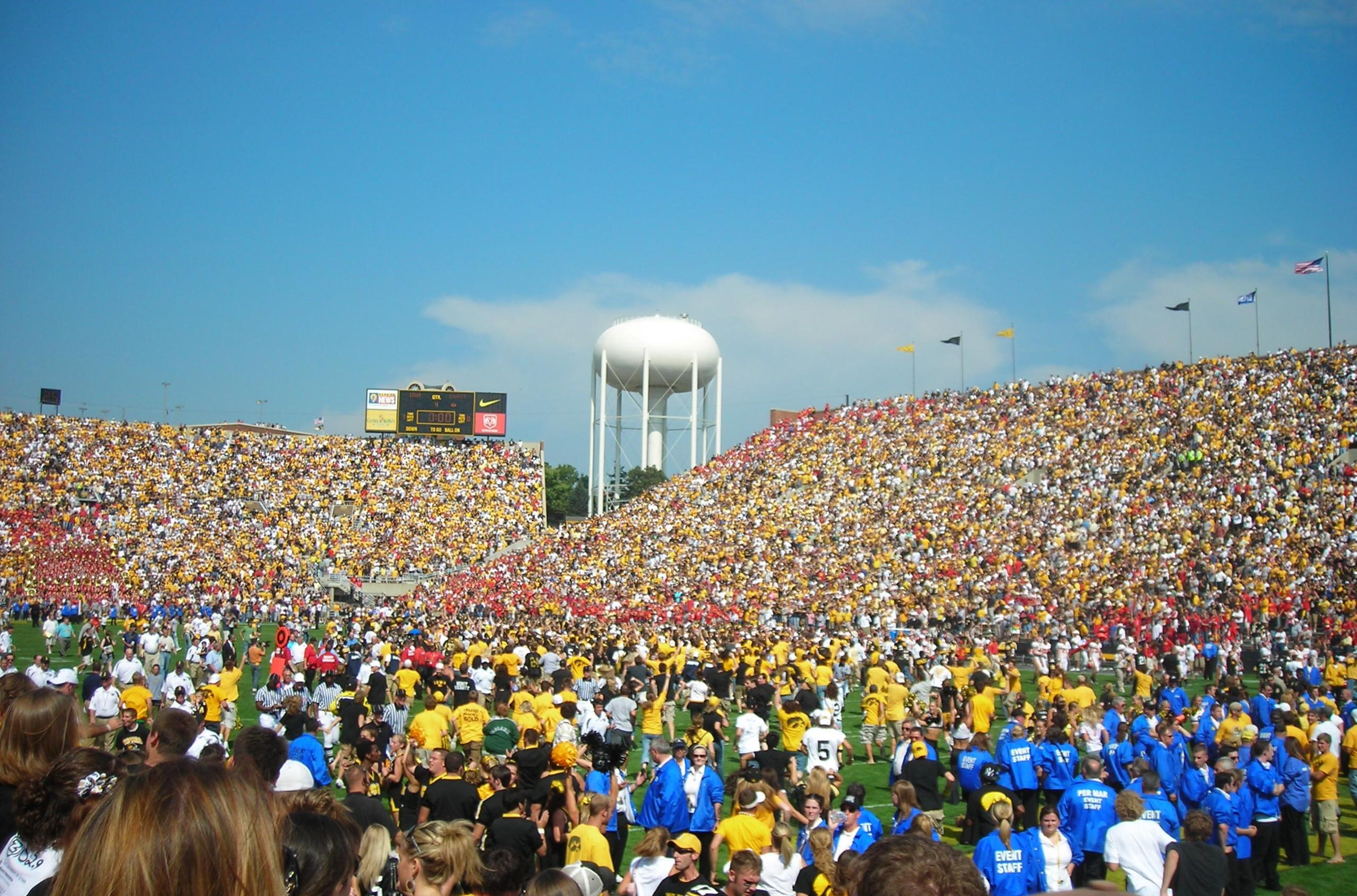
El Kinnick Stadium.

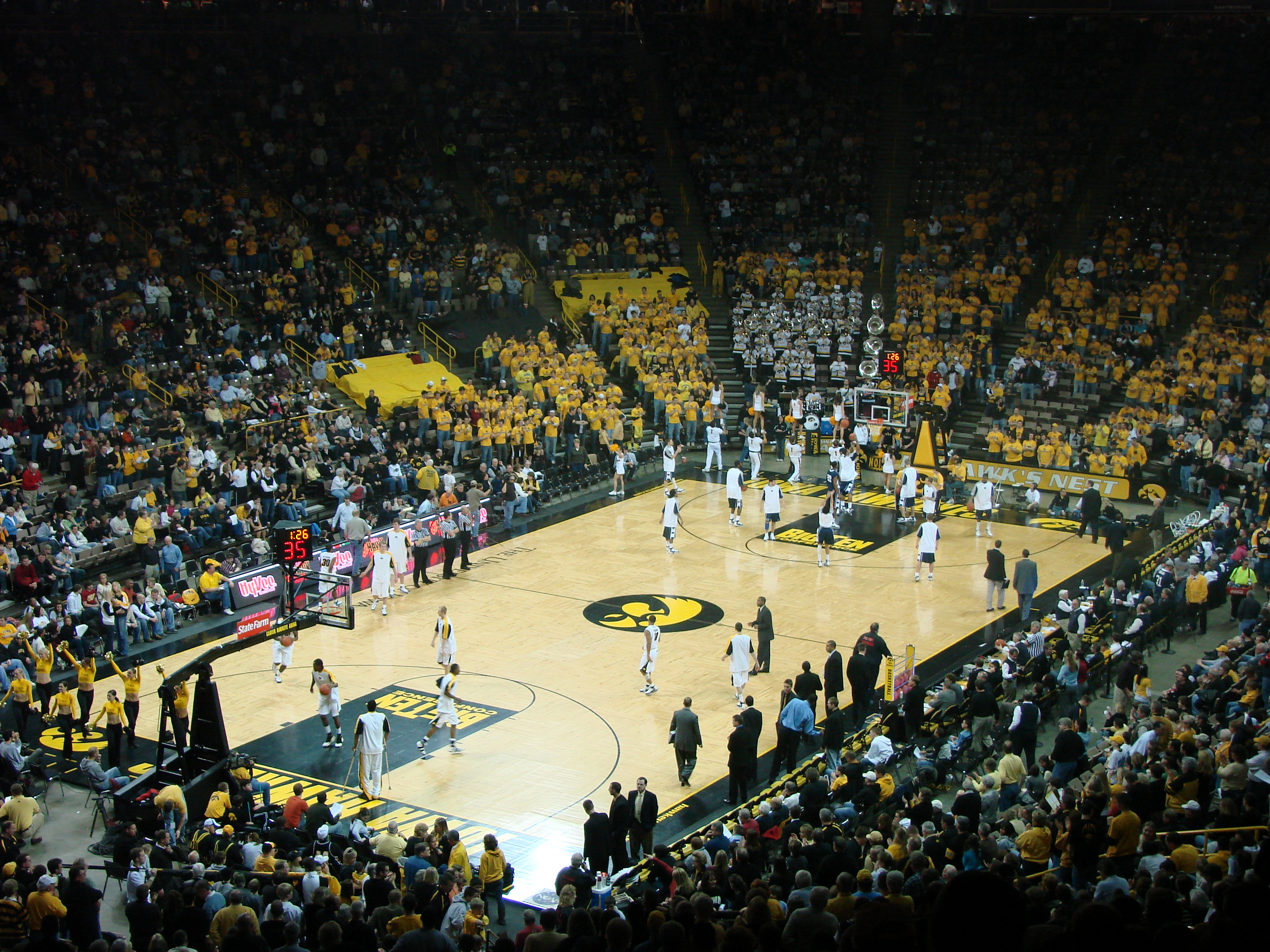
Carver-Hawkeye Arena.

- 11 Títulos de Conferencia

| 1900 | 1921 | 1922 | 1956 |
| 1958 | 1960 | 1981 | 1985 |
| 1990 | 2002 | 2004 |      |

- 21 Bowl Games (Rose Bowl, etc.)
- 9 MVP de la Conferencia Big Ten

### Baloncesto masculino
- 8 Títulos de Conferencia

| 1923 | 1926 | 1945 | 1955 |
| 1956 | 1968 | 1970 | 1979 |

- 2 Torneos de la Big Ten

| 2001 | 2006 |

- 22 apariciones en la fase final de la NCAA.
- 3 Final Fours

| 1955 | 1956 | 1980 |

### Lucha libre
- 31 Títulos de Conferencia

| 1915 | 1916 | 1958 | 1962 | 1974 | 1975 | 1976 | 1977 |
| 1978 | 1979 | 1980 | 1981 | 1982 | 1983 | 1984 | 1985 |
| 1986 | 1987 | 1988 | 1989 | 1990 | 1991 | 1992 | 1993 |
| 1994 | 1995 | 1996 | 1997 | 1998 | 2000 | 2004 | 2008 |

- 180 Títulos individuales de Conferencia.
- 58 apariciones en la fase final de la NCAA.
- 20 Títulos de la NCAA

| 1975 | 1976 | 1978 | 1979 | 1980 |
| 1981 | 1982 | 1983 | 1984 | 1985 |
| 1986 | 1991 | 1992 | 1993 | 1995 |
| 1996 | 1997 | 1998 | 1999 | 2000 |

- 180 Títulos individuales de la NCAA.

### Béisbol
- 7 Títulos de Conferencia

| 1927 | 1938 | 1939 | 1942 |
| 1949 | 1972 | 1974 |      |

- 3 apariciones en la fase final de la NCAA.

### Gimnasia
- 8 Títulos de conferencia

| 1937 | 1967 | 1968 | 1972 |
| 1974 | 1986 | 1998 |      |

- 8 Títulos individuales de Conferencia.
- 38 apariciones en la fase final de la NCAA.
- 1 Título de la NCAA (1969).

### Cross
- 2 Títulos de Conferencia

| 1961 | 1966 |

- 9 Títulos individuales de Conferencia.
- 12 apariciones en la fase final de la NCAA.
- 1 Título individual de la NCAA.

### Atletismo indoor
- 3 Títulos de Conferencia

| 1926 | 1929 | 1963 |

- 13 apariciones en la fase final de la NCAA.
- 1 Título individual de la NCAA.

### Atletismo al aire libre
- 2 Títulos de Conferencia.

| 1963 | 1967 |

- 2 Títulos individuales de Conferencia
- 35 apariciones en la fase final de la NCAA.
- 12 Títulos individuales de la NCAA.

### Natación
- 3 Títulos de Conferencia

| 1936 | 1981 | 1982 |

- 42 apariciones en la fase final de la NCAA.

### Golf
- 1 Título de Conferencia (1992).
- 2 Títulos individuales de Conferencia.
- 11 apariciones en la fase final de la NCAA.

### Tenis
- 1 Título de Conferencia (1958).
- 3 Títulos individuales de Conferencia.

## Deportes femeninos

### Baloncesto
- 10 Títulos de Conferencia

| 1987 | 1988 | 1989 | 1990 | 1992 |
| 1993 | 1996 | 1998 | 2008 | 2022 |

- 6 Torneos de la Big Ten

| 1997 | 2001 | 2019 | 2022 | 2023 |
| 2024 |      |      |      |      |

- 30 apariciones en la fase final de la NCAA.
- 3 Final Fours

| 1993 | 2023 | 2024 |

### Sóftbol
- 3 Títulos de Conferencia.

| 1997 | 2000 | 2003 |

- 2 Torneos de la Big Ten

| 2001 | 2003 |

- 14 apariciones en la fase final de la NCAA.

### Hockey sobre hierba
- 11 Títulos de Conferencia.

| 1981 | 1982 | 1983 | 1985 |
| 1986 | 1987 | 1992 | 1995 |
| 1996 | 1999 | 2004 |      |

- 2 Torneos de la Big Ten - 1994, 2006.
- 18 apariciones en la fase final de la NCAA.
- 1 Título de la NCAA - 1986.

### Cross
- 1 Título de Conferencia - 1982.
- 1 Título individual de Conferencia.
- 5 apariciones en la fase final de la NCAA.

### Atletismo indoor
- 10 apariciones en la fase final de la NCAA.
- 3 Títulos individuales de la NCAA.

### Atletismo al aire libre
- 10 apariciones en la fase final de la NCAA.
- 1 Título individual de la NCAA.

### Golf
- 1 Título de Conferencia - 1991.
- 1 Título individual de Conferencia.
- 1 aparición en la fase final de la NCAA.

### Gimnasia
- 2 Títulos de Conferencia.
- 2 apariciones en la fase final de la NCAA.

### Natación
- 15 apariciones en la fase final de la NCAA.

### Tenis
- 6 apariciones en la fase final de la NCAA.

### Voleibol
- 2 apariciones en la fase final de la NCAA.

### Remo
- 1 aparición en la fase final de la NCAA.